# Hogesnelheidslijn Shanghai-Chengdu
De hogesnelheidslijn Shanghai-Chengdu of Huhanrong hogesnelheidslijn (Standaardmandarijn: 沪汉蓉快速客运通道, Pinyin: Hùhànróng Kuàisù Kèyùn Tōngdào) is een Chinese hogesnelheidslijn die Shanghai over Wuhan met Chengdu verbindt. De Chinese naam van de hogesnelheidslijn, Huhanrong, slaat ook op de afkortingen van deze drie steden: Shanghai (沪, Hù), Wuhan (汉, Hàn) en Chengdu (蓉, Róng). De lijn heeft een totale lengte van 2078 kilometer. De lijn wordt uitgebaat door China Railway High-speed (CRH), een dochter van China Railways.
Door de reeds in gebruik genomen trajecten is de reistijd tussen Shanghai en Chengdu van 30 uur tot eerst 15 uur en vervolgens 10 uur gedaald. Sinds april 2014 zijn verdere investeringen om de reistijd in hogesnelheidsspoor verder te laten dalen, op dit traject niet meer gepland.

## Belangrijkste steden
- Shanghai
- Nanjing
- Hefei
- Wuhan
- Yichang
- Lichuan
- Chongqing
- Suining
- Chengdu